# Шилкінське
Ши́лкінське (рос. Шилкинское) — село у складі Комишловського району Свердловської області. Входить до складу Обуховського сільського поселення.
Населення — 104 особи (2010, 109 у 2002).
Національний склад станом на 2002 рік: росіяни — 97 %.